# بنديس
بنديس (بالإغريقية: Βένδις)‏ كانت إلهة تراقية مرتبطة بالصيد والقمر. يبدو أن عبادة هذه الإلهة قد أُدخِلتْ إلى أتيكا حوالي 430 قبل الميلاد. ماها بعض الكتاب بنديس في أتيكا بالإلهة أرتميس، لكن معبد بنديس في بيرايوس الذي كان بالقرب من معبد أرتميس، أظهر بوضوح أن الإلهتين كانتا مُتمايزتين. في بيريوس كان هناك معبد للإلهة يسمى بنديديون (Βενδίδειον).